# Fabronia abyssinica
Fabronia abyssinica är en bladmossart som beskrevs av C. Müller 1850. Fabronia abyssinica ingår i släktet Fabronia och familjen Fabroniaceae. Inga underarter finns listade i Catalogue of Life.